# Parti national du Honduras

Drapeau du Parti national du Honduras.

Le Parti national du Honduras (Partido Nacional de Honduras) est un parti politique conservateur fondé le 27 février 1902 par Manuel Bonilla.
Aux élections générales de 2017, il détient 61 des 128 sièges du Parlement monocaméral hondurien. Il est membre de l'Union démocrate internationale et de l'Union des partis latino-américains et membre observateur de l'Internationale démocrate centriste.

## Idéologie
Le Parti national représente historiquement les intérêts des propriétaires terriens et de l'armée.
Il se prononce contre la légalisation de l’avortement, puni de prison au Honduras.

## Présidents du parti
- 2014-2017 : Gladis López Calderón
- 2017-2021 : Reinaldo Sánchez Rivera
- depuis 2021 : David Chávez

## Controverses
Le parti est accusé du détournement de millions de dollars du système de santé hondurien, redirigés vers le financement de ses campagnes électorales. Des chefs d'entreprises et hauts fonctionnaires ont été mis en examen pour leur responsabilité dans cette affaire mais aucun des principaux cadres du parti n'a été inquiété. En réponse à ce qui a été considéré comme de l’impunité par une partie de la société civile, des manifestations se produisent en 2015 pour demander la démission du chef de l’État, membre du parti, et la mise en œuvre d'une politique de lutte contre la corruption. 
D'autres cadres du parti seraient mêlés à des affaires criminelles, dont l'assassinat d'un journaliste en juin 2017 par un député.   
La justice américaine établit dans un jugement rendu en 2021 que les campagnes électorales du Parti national du Honduras sont financées avec de l’argent issu du trafic de drogue. Les narcotrafiquants obtiendraient en échange des promesses de protection.   

## Résultats électoraux

### Élections présidentielles
| Année | Candidats              | Voix      | %     | Résultat | Note |
| ----- | ---------------------- | --------- | ----- | -------- | ---- |
| 2009  | Porfirio Lobo          | 1 213 695 | 56,56 | 1er      |      |
| 2013  | Juan Orlando Hernández | 1 149 302 | 36,89 | 1er      |      |
| 2017  | Juan Orlando Hernández | 1 410 888 | 42,98 | 1er      |      |
| 2021  | Nasry Asfura           | 1 240 260 | 36,93 | 2e       |      |

### Élections au Congrès
| Année | Voix      | %     | Rang | Sièges   | Note |
| ----- | --------- | ----- | ---- | -------- | ---- |
| 2009  | 8 561 577 | 53,37 | 1er  | 71 / 128 |      |
| 2013  | 9 255 904 | 33,64 | 1er  | 48 / 128 |      |
| 2017  |           |       | 1er  | 61 / 128 |      |
| 2021  | 9 573 029 | 30,18 | 2e   | 44 / 128 |      |